# Château de Vaudrémont
 (octobre 2016).
Si vous disposez d'ouvrages ou d'articles de référence ou si vous connaissez des sites web de qualité traitant du thème abordé ici, merci de compléter l'article en donnant les références utiles à sa vérifiabilité et en les liant à la section « Notes et références ».
Le château de Vaudrémont est un château du XVIe siècle situé à Vaudrémont, près de Colombey-les-Deux-Églises, dans le département de la Haute-Marne (Grand Est).

## Historique
L'existence d'un château fortifié est attestée dès 1249. La demeure actuelle est construite vers 1580.
En 1944, il est le lieu de tournage du film Le cavalier noir de Gilles Grangier avec Georges Guétary et André Alerme. Des habitants du village de Vaudrémont y sont figurants. En 1946, il est acquis par Edmond Descharmes. Georges Lacombe y tourne le film Martin Roumagnac avec Marlène Dietrich et Jean Gabin qui y séjournent durant le tournage.

## Propriétaires
Jusqu'en 1670, soit pendant plus de quatre siècles, le château appartient à la famille de Saint-Belin, maison d'origine chevaleresque citée dans le nobiliaire de Champagne et dans le recueil de la chevalerie de Lorraine.
Nombre d'individus de ce nom ont été tués soit au service de la religion, soit au service des rois, notamment Geoffroy de Saint-Belin, à la bataille de Montlhéry, en 1465, au moment où il faisait prisonnier Charles le Téméraire. Plusieurs d'entre eux dont Nicolas II, Nicolas III et Pierre II de Saint-Belin ont porté le titre de « seigneur de Vaudrémont ».
En 1882, il est acquis par le banquier belge Jenart. Il en fait une résidence familiale estivale jusqu'en 1928.
Après la guerre, il est acquis, en 1946, par le directeur de la société de production de films Alcina, natif de Vaudrémont, Paul-Edmond Descharme. Ce dernier y reçoit notamment Raimu, Fernandel, Belmondo...
Il appartient ensuite au peintre allemand Klaus Fischer. Ce dernier y fonde en juillet 1996 un forum d'art franco-allemand et y organise des expositions et concerts.
En 2016, le château est mis en vente.

## Architecture et décoration
Le plan du château est en U avec un corps de logis et deux tours d'angle à deux ailes plus courtes. Des traces des Saint-Belin sont encore présentes : leur blason, d'azur à trois têtes de bélier d'argent accornés d'or, est toujours visible sur le portail d'entrée en fer forgé. Il est surplombé de la couronne comtale et surplombe la devise Ex utroque fortis (« fort de tous côtés »). Leurs initiales sont incrustées sur le sol d'une pièce du corps de logis.
On trouve un plancher à point de Hongrie et un sol incrusté de croix vraisemblablement de Malte.